# 瑞沃利兹
瑞沃利兹（法語：Juvelize，法語發音：[ʒyvliz]）是法国摩泽尔省的一个市镇，属于萨尔堡-萨兰堡区。

## 地理
瑞沃利兹（48°45'48"N, 6°38'57"E）面积7.82 平方千米，位于法国大東部大區摩泽尔省，该省份为法国东北部内陆省份，是洛林的一部分，西南接默尔特-摩泽尔省，东临下莱茵省，北与卢森堡和德国接壤。
与瑞沃利兹接壤的市镇（或旧市镇、城区）包括：布朗什埃格利斯、多讷莱、盖布朗日莱迪约兹、莱村、勒泽、马尔萨勒。

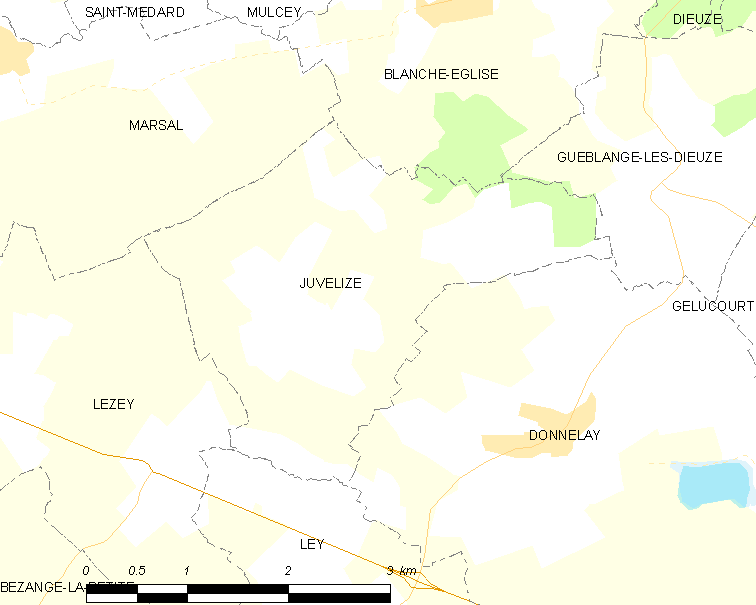
瑞沃利兹的OSM定位图

瑞沃利兹的时区为UTC+01:00、UTC+02:00（夏令时）。

## 行政
瑞沃利兹的邮政编码为57630，INSEE市镇编码为57353。

## 政治
瑞沃利兹所属的省级选区为索努瓦县。

## 人口

1962-2008年间瑞沃利兹人口变化图示

瑞沃利兹于2022年1月1日时的人口数量为72人。